# Fritz Kühnemann

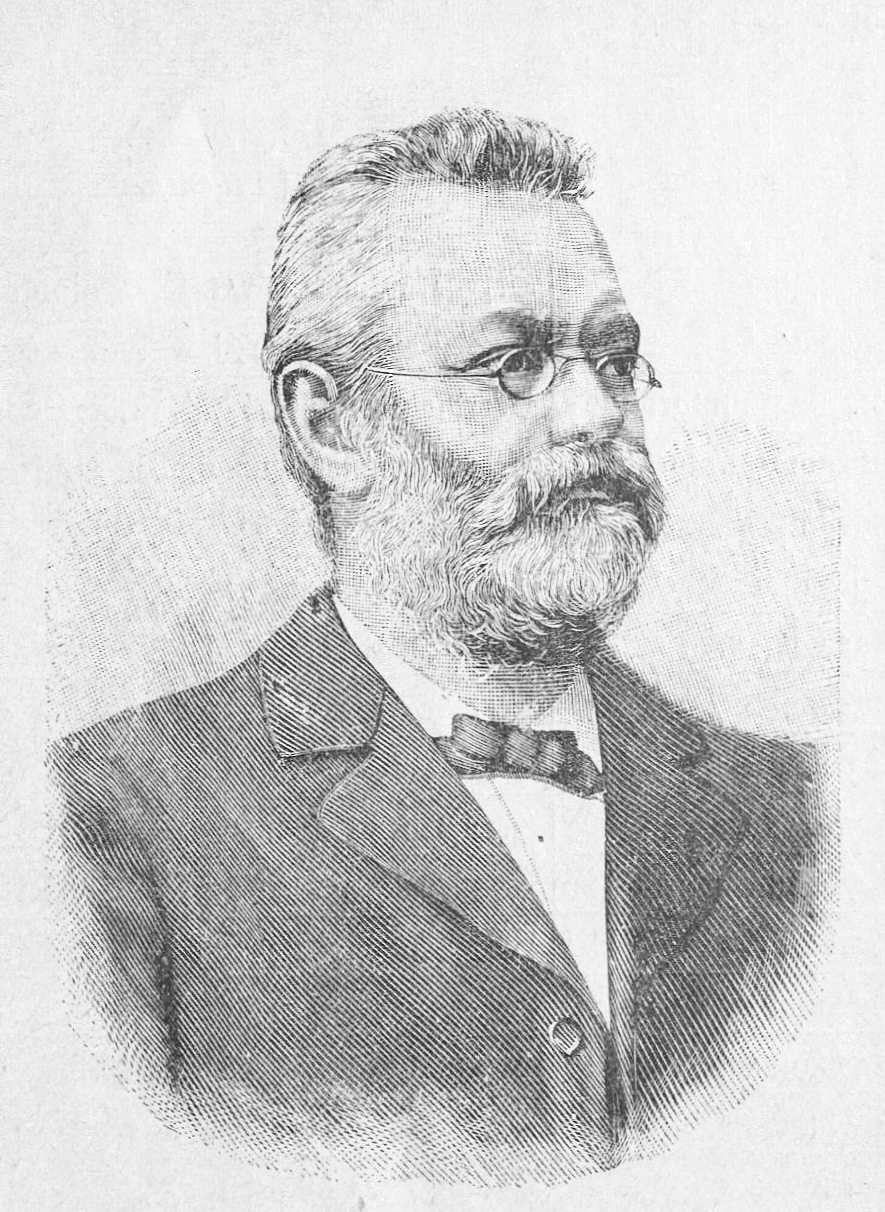
Fritz Kühnemann 1896

Fritz Kühnemann (* 2. April 1840 in Pleschen; † 29. Juli 1917 in Berlin) war ein deutscher Unternehmer.

## Leben
Fritz Kühnemann studierte Maschinenbau in Karlsruhe und war Kommerzienrat in Berlin. Er war Eigentümer einer Maschinenfabrik in Berlin-Wedding.
Kühnemann gehörte seit den 1860er-Jahren dem Verein Deutscher Ingenieure (VDI) und dem Berliner Bezirksverein des VDI an. Er war Vorsitzender des Comités der Berliner Bau-Ausstellung 1874 und des Verein 1879, der 1879 eine Gewerbeausstellung in Berlin organisierte. Er war ebenfalls Vorsitzender des Vereins Berliner Kaufleute und Industrieller, den Ludwig Max Goldberger (1848–1913) leitete. Beide Vereine erstellten 1892 Vorschläge für eine Weltausstellung in Berlin. Dies scheiterte jedoch an Rivalitäten, finanziellen Problemen, und da Kaiser Wilhelm II. eine Weltausstellung nicht wünschte.
Anstelle der Weltausstellung fand 1896 im Treptower Park die Berliner Gewerbeausstellung statt, die Fritz Kühnemann mitorganisierte. Diese wird auch als „verhinderte Weltausstellung“ bezeichnet, da die Berliner Kaufleute aber dennoch eine Ausstellung der gleichen Größenordnung ausrichteten. Mit einem Areal von 900.000 m² wurden die bis dahin stattgefundenen Weltausstellungen überboten.
Die Kühnemannstraße in Berlin ist nach ihm benannt.